# 루키나 하그만

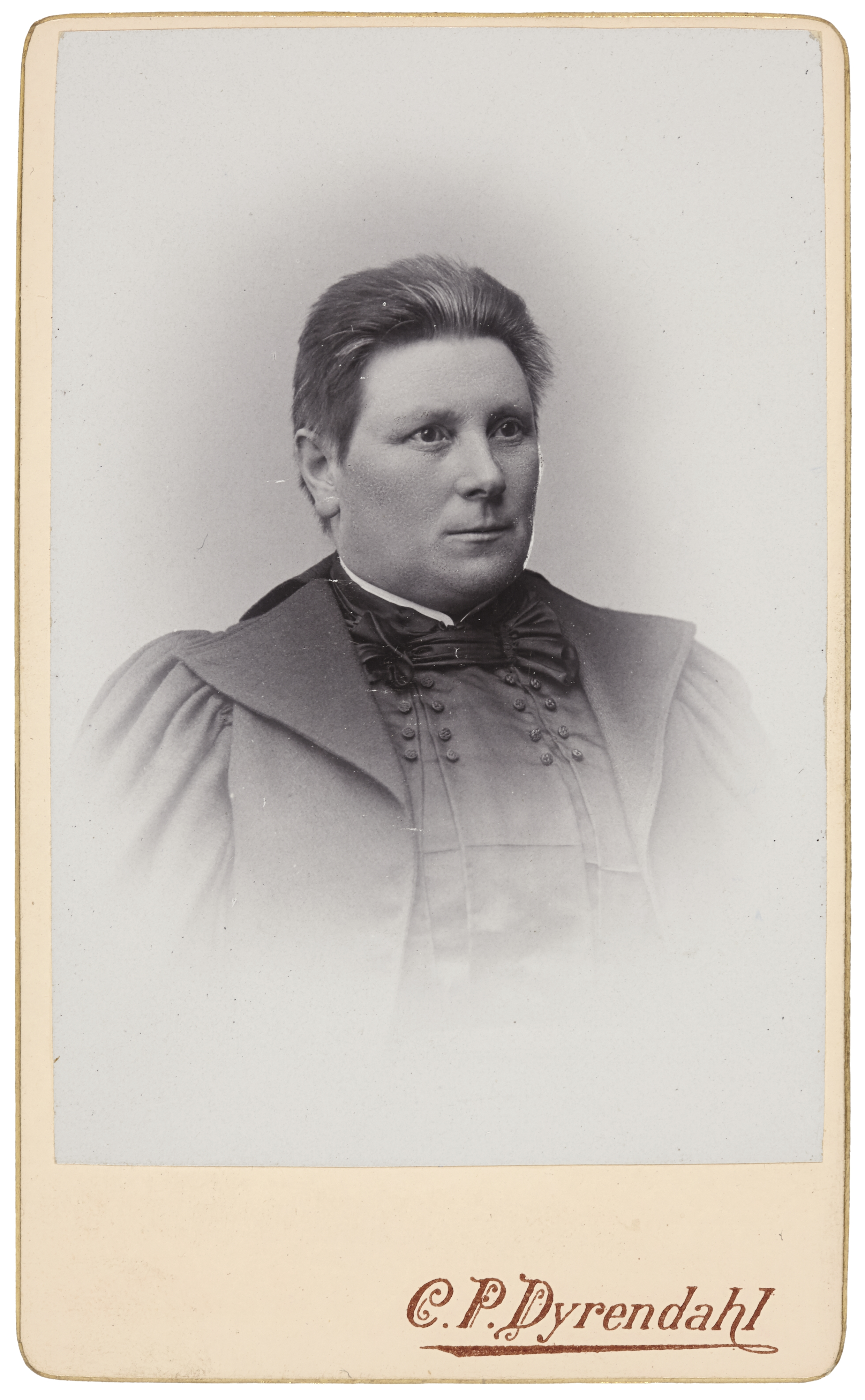

루키나 하그만(핀란드어: Lucina Hagman: 1853년 6월 5일 캘비애-1946년 9월 6일 헬싱키)는 핀란드의 교육자, 정치인이다. 청년 핀란드당 소속으로 정치활동에 참여했다. 여성동맹연합 초대 총재를 지냈다. 1899년 마르타 동맹, 1907년 핀란드 여성동맹 발족에 참여했다. 1907년 첫 총선 때 당선된 여성 의원들 중 하나기도 하다. 1928년 교수로 임용되어 핀란드 최초의 여성 교수가 되었다.